# Regards
 Regards (també coneguda per Regards Magazine o Revue Regards) és un setmanari d'informació francès. Creat el 1932 com una publicació d'ideologia comunista, fou inicialment conegut com a iniciador del fotoperiodisme, anticipant-se a altres publicacions com Life (1936) i Paris-Match (1949).
Leon Moussinac, crític i estudiós de cinema, amic de Leon Delluc, va impulsar la revista. Robert Capa, Gerda Taro i Henri Cartier-Bresson en foren els fotògrafs més destacats.
La revista deixà de sortir l'any 1962 i no reaparegué fins al 1995, sota la direcció del comunista Henri Malberg. El 2000, reorganitzada sota una nova direcció, va mirar de tornar al seu concepte original, la investigació mitjançant el fotoperiodisme i les anàlisis i contribucions d'intel·lectuals.
Després d'un segon tancament el 2003, els treballadors van decidir crear una cooperativa per tal de mantenir la capçalera.